# National Center for Biotechnology Information
Het National Center for Biotechnology Information (NCBI) (Amerikaans Nationaal Centrum voor Biotechnologische Informatie) is deel van de Amerikaanse National Library of Medicine (NLM) die zelf een onderdeel vormt van de National Institutes of Health.
Het NCBI bevindt zich in Bethesda (Maryland, USA) en werd in 1988 gesticht. Het huisvest databanken voor genoom-sequeneringsgegevens GenBank en een index van biomedische onderzoeksartikels in PubMed en PubMed Central, samen met biotechnologische artikels. Alle informatie is beschikbaar via de Entrez-zoekmodule.

## NCBI Bookshelf
De NCBI Bookshelf (NCBI-boekenplank) is een verzameling vrij beschikbare online boeken met biomedische informatie. (over moleculaire biologie, biochemie, celbiologie, genetica, microbiologie, virologie, etc). Deze boekenplank, beschikbaar gemaakt door het National Center for Biotechnology Information, vult de database met PubMed-artikels aan.
Er kan rechtstreeks gezocht worden in de boeken of via links uit de artikels doorgeklikt worden.
Molecular Biology of the Cell door Bruce Alberts, Dennis Bray, Julian Lewis, Martin Raff, Keith Roberts, en James D. Watson, uitgegeven bij Garland Publishing, was het eerste boek dat elektronisch beschikbaar was op de NCBI Bookshelf.